# Microsema seriaria
Microsema seriaria là một loài bướm đêm trong họ Geometridae.